# Ouratea gillyana
Ouratea gillyana är en tvåhjärtbladig växtart. Ouratea gillyana ingår i släktet Ouratea och familjen Ochnaceae.

## Underarter
Arten delas in i följande underarter:
- O. g. gillyana
- O. g. pachypoda